# Leporinus wolfei
Leporinus wolfei är en fiskart som beskrevs av Fowler, 1940. Leporinus wolfei ingår i släktet Leporinus och familjen Anostomidae. Inga underarter finns listade i Catalogue of Life.